# Cole-Halbinsel
Die Cole-Halbinsel ist eine rund 25 km lange und etwa 13 km breite Halbinsel, die sich zwischen dem Cabinet Inlet und dem Mill Inlet an der Foyn-Küste des Grahamlandes auf der Antarktischen Halbinsel befindet. Von ihrem Zentralmassiv, Mount Hayes, zweigen sternförmig eine Reihe eisbedeckter Bergrücken ab. 
1940 wurde sie von Mitgliedern der East Base des United States Antarctic Service entdeckt und fotografiert. 1947 folgte die kartografische Erfassung durch den Falkland Islands Dependencies Survey (FIDS) und mithilfe von Luftaufnahmen, die im selben Jahr bei der Ronne Antarctic Research Expedition (1947–1948) angefertigt wurden. Expeditionsleiter Finn Ronne benannte die Halbinsel nach dem Politiker William Sterling Cole (1904–1987), der sich im US-Kongress erfolgreich um finanzielle Unterstützung für die Forschungsreise bemüht hatte.